# Marinieren

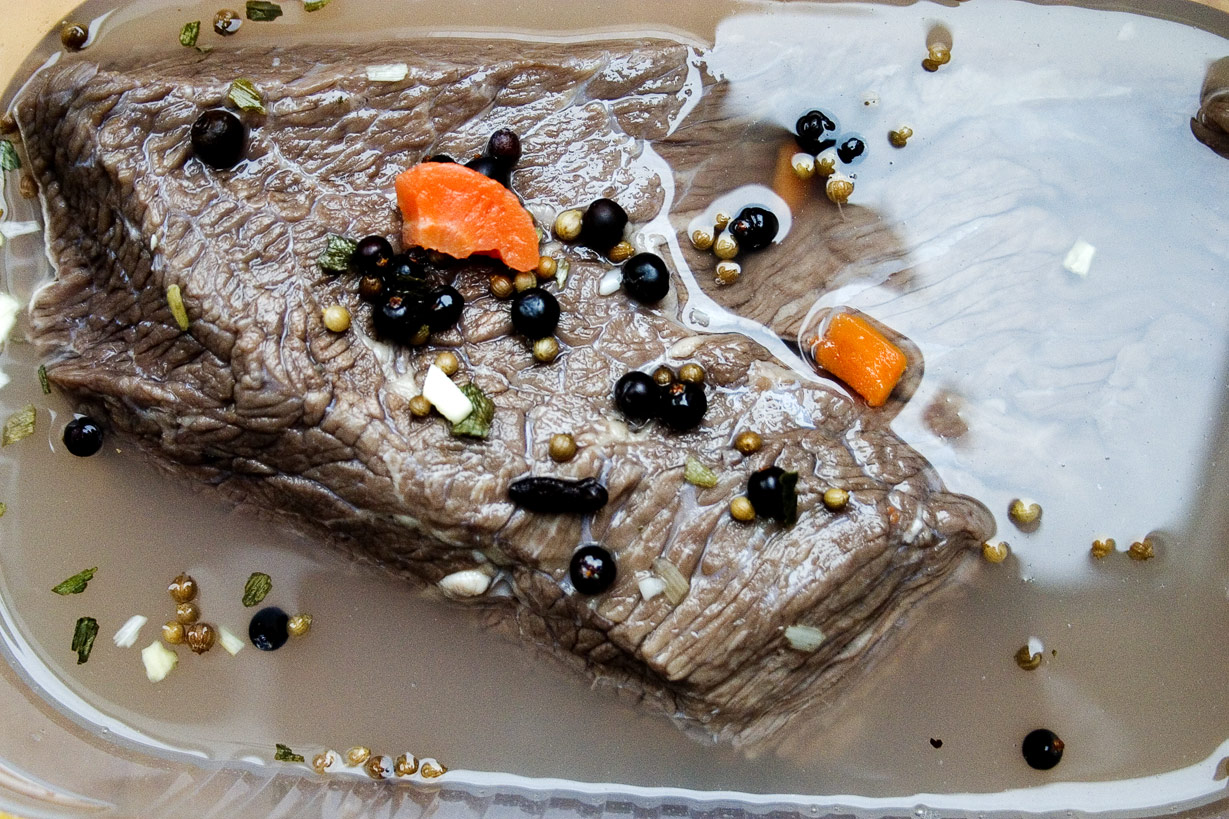
Mariniertes Rindfleisch für Sauerbraten

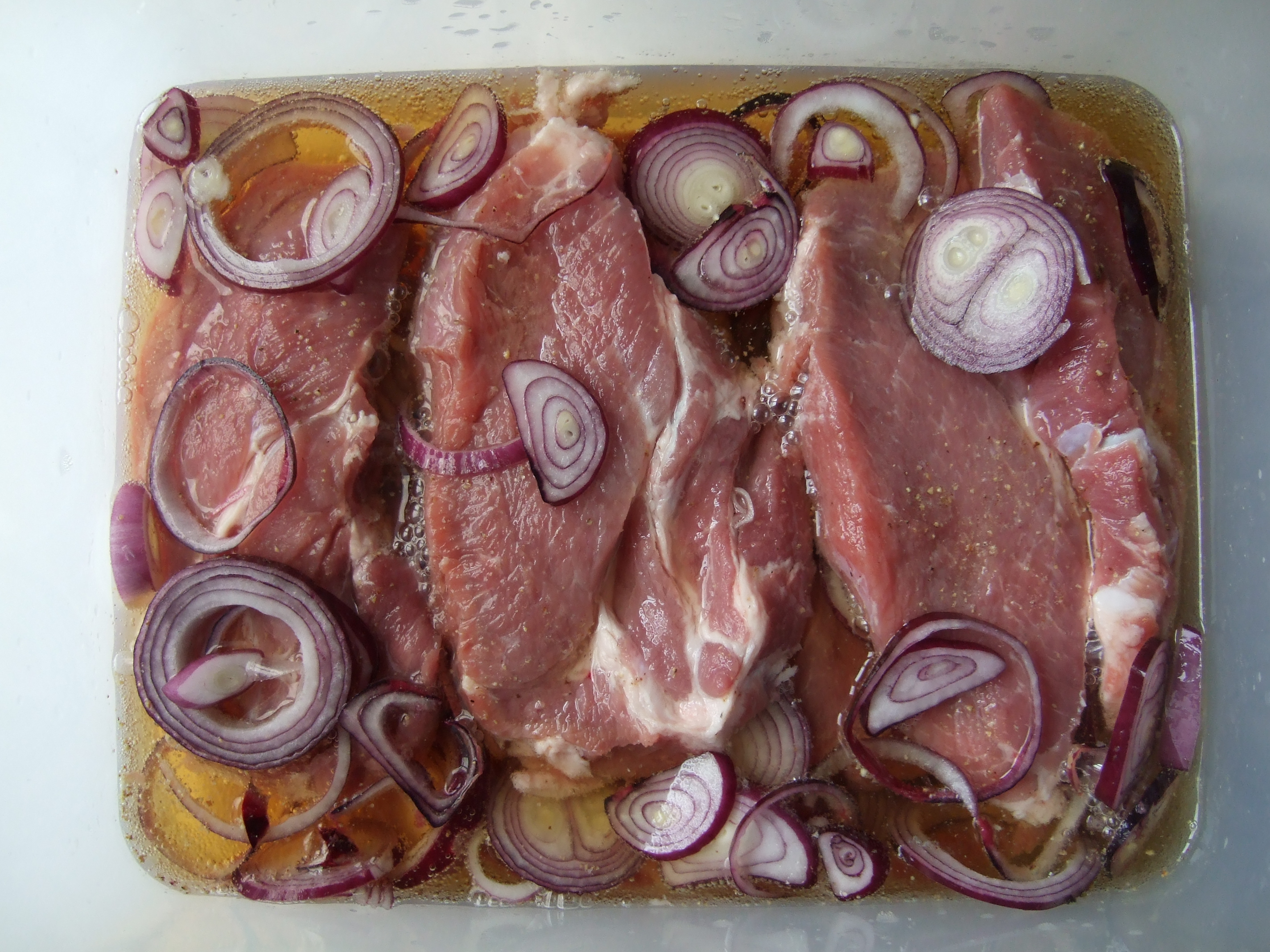
Rostbrätel in Marinade

Marinieren (entlehnt aus französisch mariner „in Salzwasser einlegen“), in Abgrenzung zum Beizen, war ursprünglich das Einlegen von Speisen in Salzlake zur Haltbarmachung für lange Seereisen. Heute versteht man darunter meist das Einlegen von rohem Fleisch oder Fisch – oder auch Tofu – in eine würzende, zumeist saure – jedoch nicht salzhaltige – Flüssigkeit, die Marinade. Durch das Einlegen dringen Gewürze und Säure tief in die Speise ein und machen sie aromatischer und zarter.
Fleisch wird nach dem Marinieren meist geschmort, gebraten oder gegrillt. Fisch wird zum Teil auch ohne weitere Zubereitung verzehrt (z. B. Graved Lachs, Kronsild oder Ceviche).

## Marinaden
Die Basis von Marinaden bilden drei Komponenten: Eine säurehaltige Flüssigkeit, Gewürze und Öl. Säure lockert das Gewebe des Fleisches auf; häufig verwendete säurehaltige Flüssigkeiten sind z. B. Essig, Wein, Saure Sahne, Buttermilch oder Saft von Zitrusfrüchten. Gewürze, Kräuter und andere würzende Zutaten geben ihren Geschmack an das zu marinierende Fleisch ab, Öl verhindert dessen Austrocknung. Marinaden sollten kein Salz enthalten, da sie sonst durch Osmose den eingelegten Speisen Flüssigkeit entziehen würden und die Aromen schlechter einzögen. Eine salzhaltige Variante der Marinade ist allerdings die Salzlake.

## Das Marinieren
Zum Marinieren sollten die Stücke vollständig von der Flüssigkeit umgeben sein und das Gefäß möglichst luftdicht verschlossen werden. Der Vorgang dauert je nach Größe und Art der eingelegten Stücke einige Stunden bis Tage. Bei Fleisch z. B. dringt die Marinade täglich etwa 1 Zentimeter weiter ein, erkennbar an der gräulichen Verfärbung. Durch Verwendung eines Vakuumkessels wird die Dauer des Marinierens in Großküchen stark verkürzt.
Während des Marinierens dringen nicht nur die Aromen ein, durch die Säure wird auch das Bindegewebe der Muskeln zersetzt und die enthaltene Gelatine gelöst, wodurch das Gewebe gelockert und weicher wird. Zugleich wird durch ein saures Milieu die Ausbreitung von Bakterien gehemmt.
Nach dem Marinieren werden die Stücke abgewaschen, getrocknet und gesalzen und dann je nach Rezept weiterverarbeitet. Die Marinade kann dabei als Saucengrundlage weiterverwendet werden.

## Verwendung
Wegen seiner zartmachenden Wirkung wird das Marinieren vor allem bei sonst festem bis zähem Fleisch angewendet, besonders bei Wild und den langfaserigen Stücken vom Rind, generell beim Fleisch älterer Tiere. Neben vielen Wildgerichten ist Sauerbraten ein typisches Beispiel.
Daneben ist kürzeres Marinieren bei Grillgerichten beliebt, weil die eingedrungenen Aromen vor der Hitze geschützt sind, während Gewürze auf der Oberfläche schnell verbrennen würden.
Das Marinieren von Fisch dient vor allem der Geschmacksveränderung – aufgrund der anderen Gewebestruktur spielt der Abbau von Bindegewebe kaum eine Rolle. Soll Fisch noch gekocht oder gebraten werden, genügt kurzes Marinieren. Erfolgt es länger, wird der Fisch allein durch das Einlegen „gegart“; entsprechend gelagert ist er dann für längere Zeit haltbar und wird meist ohne weitere Verarbeitung genossen.
Neben dem ursprünglichen Zweck der Konservierung, der dem Pökeln ähnelt, diente das Marinieren vor Erfindung der Kühltechnik auch zum Maskieren beginnenden Verderbs, der durch zu warmes Abhängen entstand und als Hautgout bezeichnet wird. Der typisch „fischige“ Geruch, den ungekühlter Fisch nach kurzer Zeit annimmt, wird traditionell durch Zitronensaft maskiert.

## Weitere Bedeutung
Als Marinade werden häufig auch saure Salatsaucen wie z. B. Vinaigrette bezeichnet. Sie dienen jedoch nur als würzige Saucen und werden meist erst unmittelbar vor dem Servieren mit den weiteren Zutaten vermischt.